# Miss Brasil Earth
Miss Brasil Earth ou Miss Brasil Terra é um concurso de beleza feminino realizado anualmente desde sua primeira edição, em 2001, nomeada Beleza Brasil. Tem como objetivo eleger a candidata mais apta para competir no certame internacional. É coordenado por Ricardo Monteverde, empresário português, e Letícia Silva, vencedora da edição de 2014.

## História

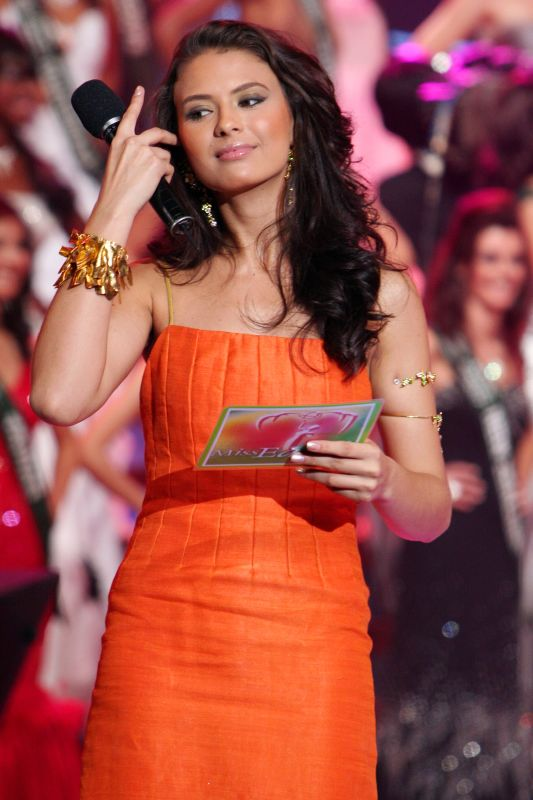
Priscilla Meirelles, a primeira brasileira eleita Miss Terra, em 2004.

### Beleza Brasil
O concurso foi realizado pela primeira vez em 2001, sob o nome de Beleza Brasil, e tinha como objetivo a promoção do eco turismo e a eleição da candidata mais apta para competir no certame internacional. As candidatas seguiam um regulamento imposto pela cúpula do concurso, como não terem participado de ensaio sensual ou erótico, não serem casadas, não possuírem filhos, não estarem grávidas e ter idade entre 18 e 25 anos.
As duas primeira representantes, Simone Régis e Adriana Reis, não foram eleitas, e sim indicadas para o certame internacional. Simone conquistou a segunda colocação em 2001. Adriana Reis, por sua vez, não participou devido a uma infecção. O primeiro concurso foi realizado, de fato, apenas em 2003, tendo sido conquistado pela paranaense Pricila Poleselo Zandoná. No ano seguinte, a amazonense Priscilla Meirelles tornou-se a primeira brasileira a vencer o certame internacional. Por fim, as três últimas edições da primeira fase do concurso foram vencidas por Isabella Chaves, Ana Paula Quinot e Patrícia Andrade.

### Miss Terra Brasil
No ano de 2008, a empresa Look Top Beauty Produções e Eventos, de propriedade do empresário mineiro José Alonso Dias, assumiu a organização do concurso, o qual passou a ser chamado de Miss Terra Brasil.
Durante o período da gestão de José Alonso, entre 2008 e 2016, várias candidatas foram indicadas ao invés de eleitas em concursos. As indicações ocorreram com as misses Tatiane Alves (2008), Luísa Lopes (2010), Camila Brant (2012), Letícia Silva (2014), Thiessa Sickert (2015) e Bruna Zanardo (2016).

### Miss Brasil Earth
Em 2017, a franquia brasileira foi adquirida pelo Ricardo Monteverde, empresário português, e Letícia Silva, vencedora da edição de 2014. Logo na primeira edição, a vencedora Bruna Vizintin foi destituída por discordâncias com cláusulas do contrato e substituída por Yasmin Engelke.

## Vencedoras

### Por edição
| Ano  | Miss                       | Estado            | Ref.   |
| ---- | -------------------------- | ----------------- | ------ |
| 2001 | Simone Régis               | Santa Catarina    | [ a ]  |
| 2002 | Adriana Reis               | Minas Gerais      | [ a ]  |
| 2003 | Pricila Zandoná            | Paraná            | [ 5 ]  |
| 2004 | Priscilla Meirelles        | Amazonas          | [ 5 ]  |
| 2005 | Isabella Chaves            | Minas Gerais      | [ 5 ]  |
| 2006 | Ana Paula Quinot           | Rio Grande do Sul | [ 5 ]  |
| 2007 | Patrícia Andrade           | Minas Gerais      | [ 5 ]  |
| 2008 | Tatiane Alves              | Minas Gerais      | [ 5 ]  |
| 2009 | Larissa Ramos              | Amazonas          | [ 5 ]  |
| 2010 | Luísa Lopes                | Pernambuco        | [ 5 ]  |
| 2011 | Driely Bennettone          | São Paulo         | [ 5 ]  |
| 2012 | Camila Brant               | Minas Gerais      | [ 5 ]  |
| 2013 | Priscilla Martins          | Minas Gerais      | [ 12 ] |
| 2014 | Letícia Silva              | Paraná            | [ 13 ] |
| 2015 | Thiessa Sickert            | Minas Gerais      | [ 14 ] |
| 2016 | Bruna Zanardo              | São Paulo         | [ 5 ]  |
| 2017 | Yasmin Engelke             | Pará              | [ b ]  |
| 2018 | Sayonara Veras             | Pernambuco        | [ 15 ] |
| 2019 | Maria Gabriela Batistela   | São Paulo         | [ 16 ] |
| 2020 | Thaís Cristina Bergamini   | Amazonas          | [ 17 ] |
| 2021 | Cássia Adriane de Araújo   | Pará              | [ 18 ] |
| 2022 | Jéssica Scandiuzzi Pedroso | São Paulo         | [ 19 ] |
| 2023 | Morgana Carlos             | Ceará             | [ 20 ] |
| 2024 | Josiane Vianna             | Amapá             | [ 21 ] |

Galeria

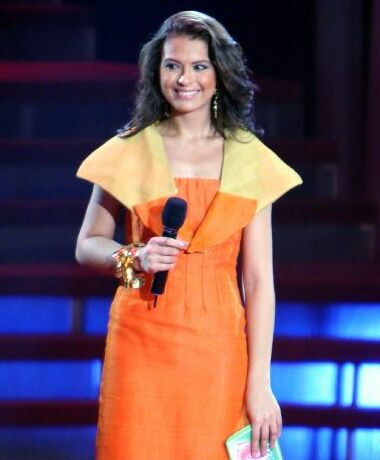
2004: Priscilla Meirelles, Amazonas
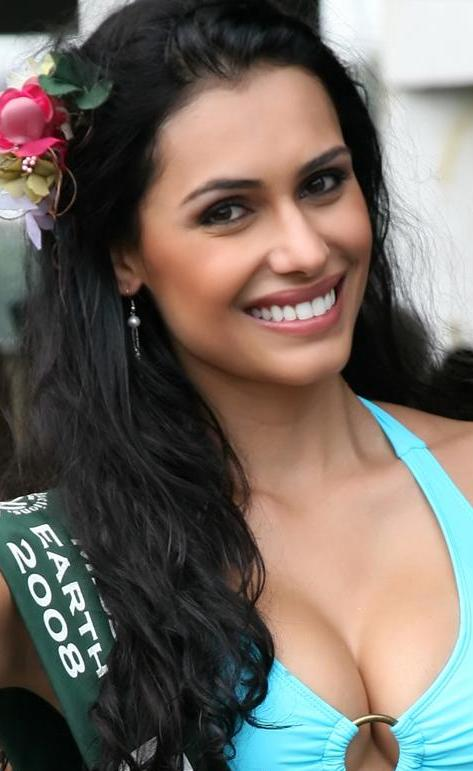
2008: Tatiane Alves, Minas Gerais
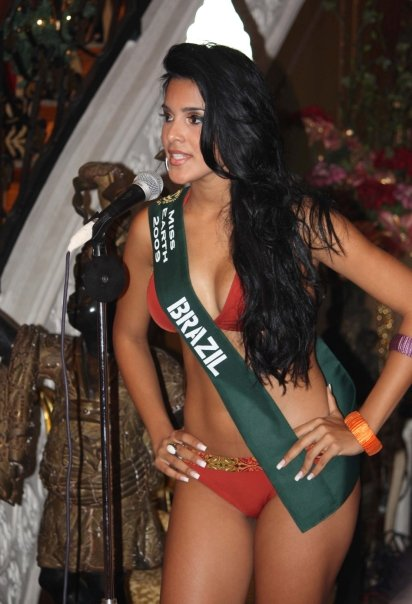
2009: Larissa Ramos, Amazonas
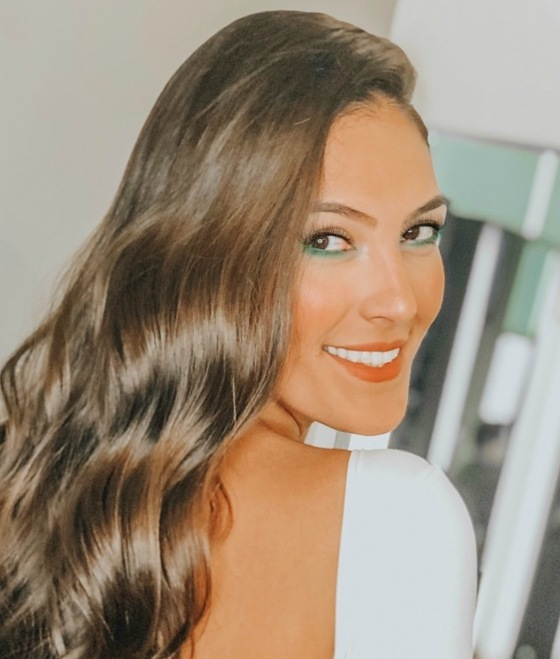
2015: Thiessa Sickert, Minas Gerais
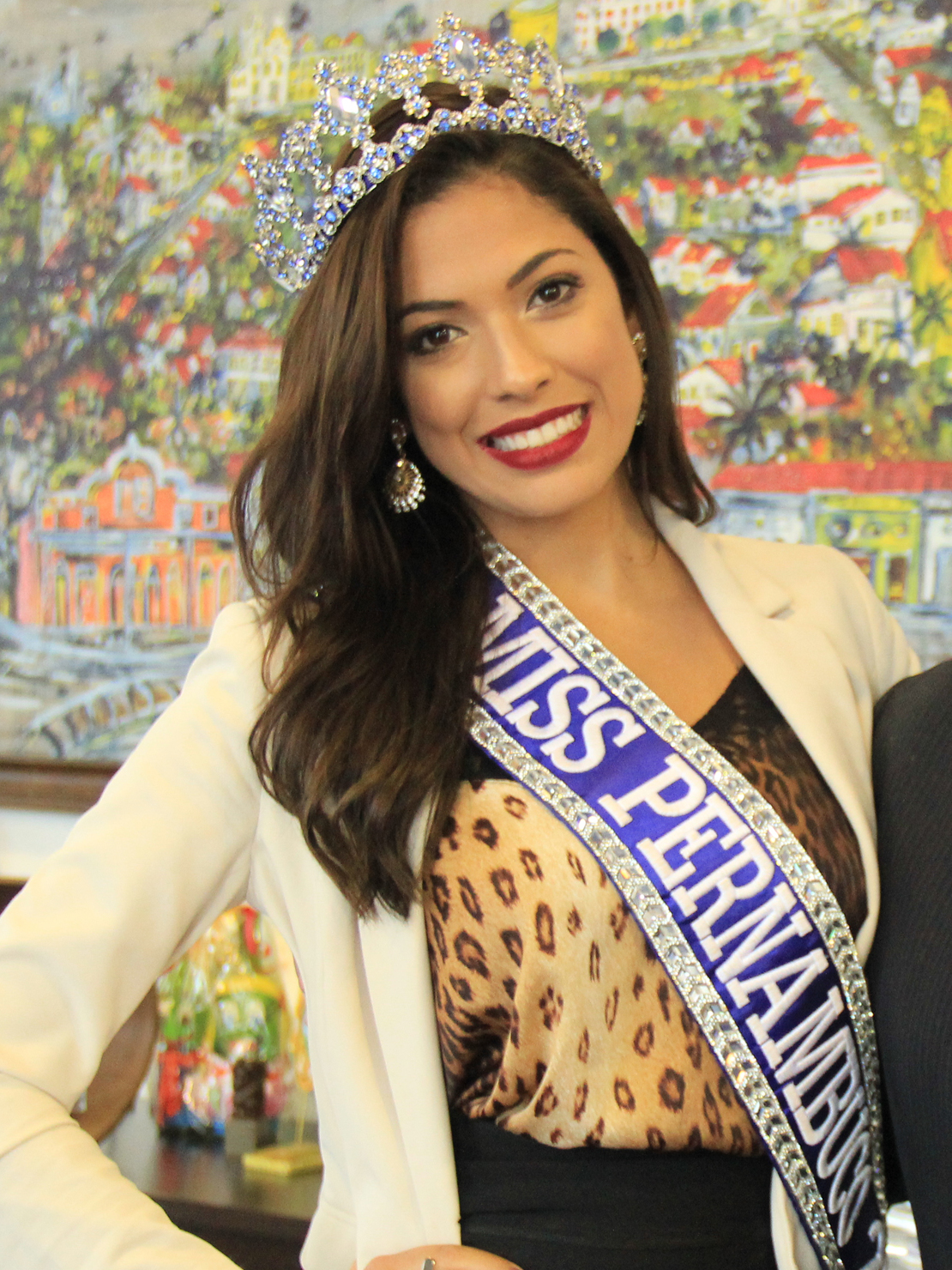
2018: Sayonara Veras, Pernambuco
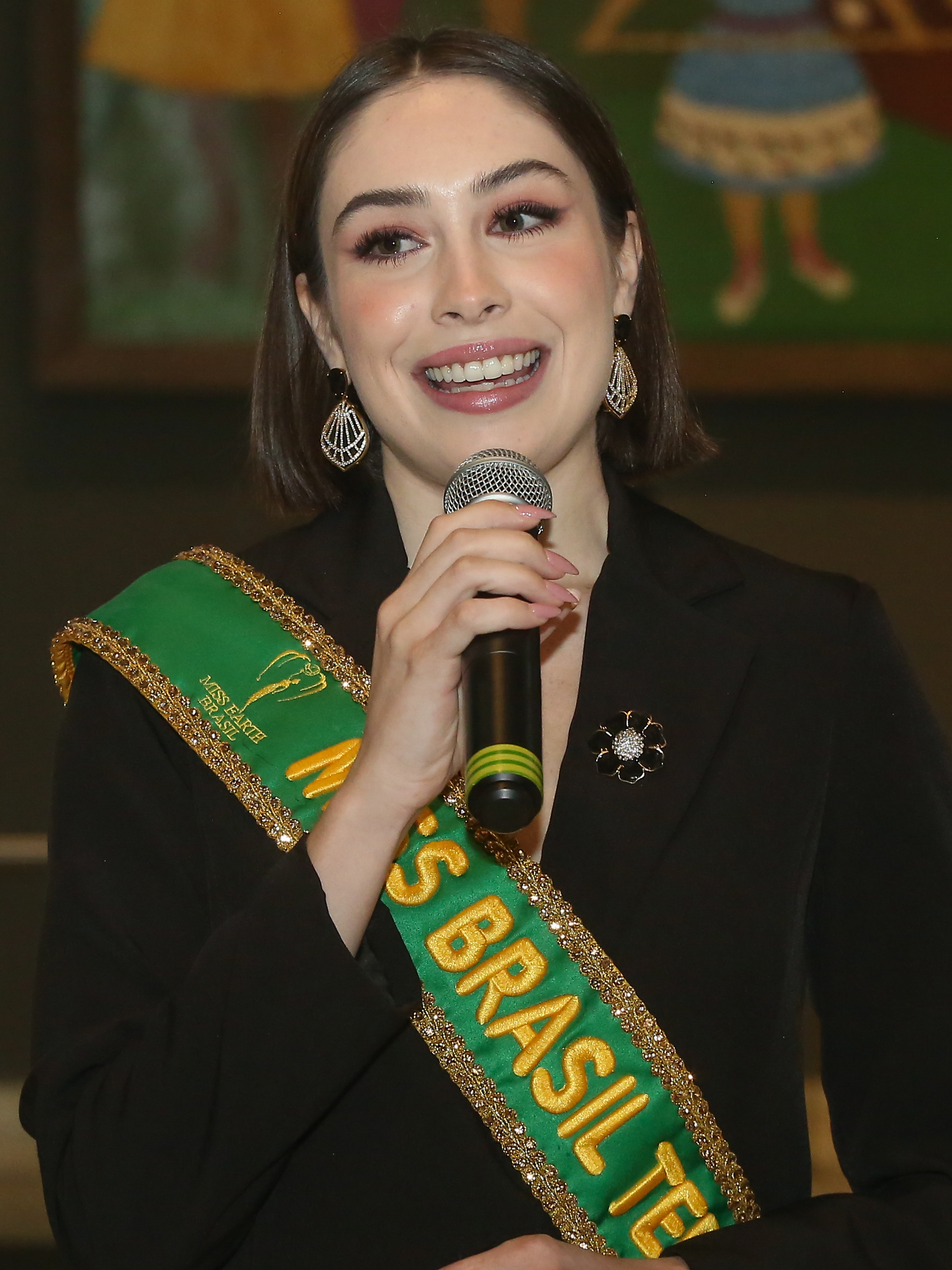
2022: Jéssica Scandiuzzi Pedroso, São Paulo
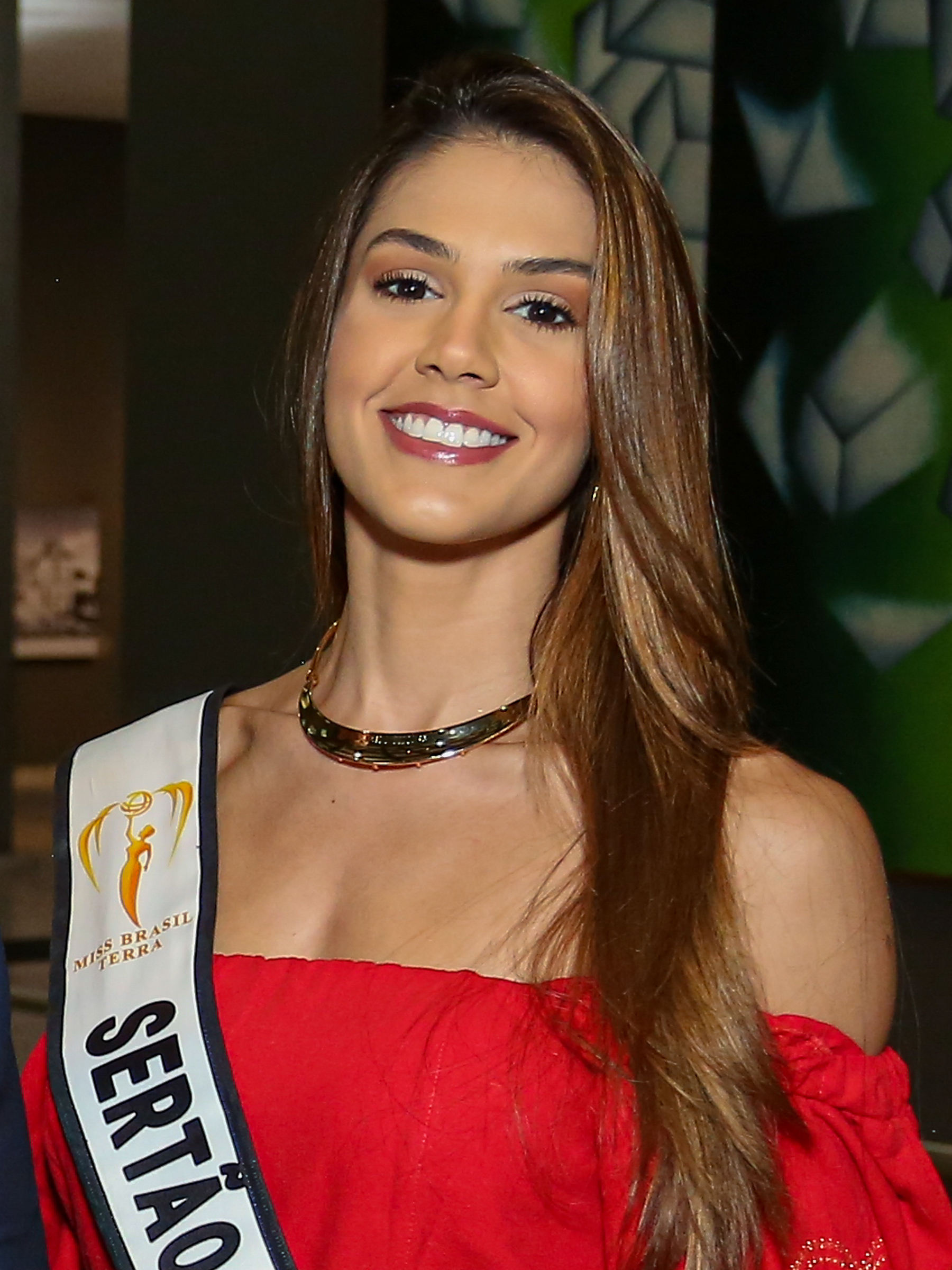
2023: Morgana Carlos, Ceará

### Por estado
| Estado            | Conquistas                                    |
| ----------------- | --------------------------------------------- |
| Minas Gerais      | 7 (2002, 2005, 2007, 2008, 2012, 2013 e 2015) |
| São Paulo         | 4 (2011, 2016, 2019 e 2022)                   |
| Amazonas          | 3 (2004, 2009 e 2020)                         |
| Pará              | 2 (2017 e 2021)                               |
| Pernambuco        | 2 (2010 e 2018)                               |
| Paraná            | 2 (2003 e 2014)                               |
| Ceará             | 1 (2023)                                      |
| Rio Grande do Sul | 1 (2006)                                      |
| Santa Catarina    | 1 (2001)                                      |

### Por regiões
| Região   | Conquistas |
| -------- | ---------- |
| Sudeste  | 11         |
| Norte    | 5          |
| Sul      | 4          |
| Nordeste | 3          |